# Timmi Trinks
Timmi Trinks (* 13. Februar 1994 in Berlin) ist ein deutscher Schauspieler.

## Leben
Timmi Trinks, der Vorfahren in den Vereinigten Staaten und den Niederlanden hat, wuchs zusammen mit seinem Bruder Benjamin Trinks in Berlin auf. Ihre jüngere Schwester ist die 2009 geborene Jolina Amely Trinks.
Mit sechs Jahren stand er das erste Mal auf einer Theaterbühne und übernahm 2002 in der Serie Im Namen des Gesetzes seine erste Fernsehrolle, woraufhin eine Episodenhauptrolle bei der Küstenwache im selben Jahr folgte.
In jungen Jahren stand er unter anderem in Produktionen wie Das Allerbeste Stück, der erfolgreichen Serie Unser Charly, sowie im TV-Film Ein Hauptgewinn für Papa unter der Regie von Bodo Fürneisen vor der Kamera. Für eine Hauptrolle in der ersten Robin Pilcher Verfilmung reiste er 2005 nach Irland und übernahm im Anschluss eine durchgehende Rolle in der ARD-Serie Sophie – Braut wider Willen.
2006 übernahm er im historischen ZDF-Dreiteiler Die Kinder der Flucht unter der Regie von Hans Christoph Blumenberg eine Rolle sowie im Das Traumhotel in den Vereinigten Arabischen Emiraten eine Hauptrolle. In der Kinderserie Beutolomäus kommt zum Weihnachtsmann stand er im selben Jahr durchgehend vor der Kamera sowie in den folgenden Jahren für zwei weitere Staffeln.
In den folgenden Jahren übernahm er weitere Haupt- und Nebenrollen in zahlreichen Film und Fernsehproduktionen wie in dem TV-Film Ein Hausboot zum Verlieben, dem Serien-Piloten Hurra, die Schule brennt, der TV-Film-Reihe Familie Sonnenfeld, der TV-Serie Tierärztin Dr. Mertens sowie nochmal in Unser Charly.
2009 spielte er eine Hauptrolle in der mehrfach nominiert und ausgezeichneten Echtzeit-Serie Allein gegen die Zeit, welche ihn 2010 unter anderem zur Verleihung der International Emmy Awards nach New York brachte und wofür er im selben Jahr den Sonderpreis für Innovation im Rahmen des Deutschen Kinder-Medien-Festivals Goldener Spatz erhielt. 2010 folgte eine weitere Staffel der Echtzeit-Serie sowie Rollen in Inga Lindström – Millionäre küsst man nicht und der Sat.1-Comedy-Film-Reihe Allein unter Schülern. Im folgenden Jahr reist er ein weiteres Mal nach Schweden für den TV-Film Inga Lindström – Der Tag am See unter Regie von Ulli Baumann.
In der ZDF-Serie Der Bergdoktor übernahm er 2013 bis 2015 die durchgehende Nebenrolle des Carsten, des Freundes Lilli Grubers, und reiste für eine Hauptrolle in der Pilot-Serie Das Internat 2012 nach Budapest. Im selben Jahr stand er in weiteren Produktionen wie den TV-Serien Hauptstadtrevier, Heiter bis tödlich: Akte Ex und Der Landarzt vor der Kamera. 2014 war er in einer Hauptrolle der Märchenadaptionen Die Schwefelhölzchen nach dem Märchen Das kleine Mädchen mit den Schwefelhölzern zu sehen. Er folgten Projekte wie das der Filmuniversität Potsdam Oblivio, der TV-Film Leberkäseland und eine Episodenhauptrolle bei Morden im Norden. Im Kinospielfilm Meier Müller Schmidt von Sebastian Peterson übernahm er eine Nebenrolle. In der folgenden Zeit übernahm er TV-Rollen in der Theaterverfilmung Platonow nach dem gleichnamigen Stück von Anton Tschechow, im Serienpiloten der Warner Bros Beste Schwestern und spielte in die In aller Freundschaft – Die jungen Ärzte und bei der Erfolgsserie Der Lehrer jeweils eine Episodenhauptrolle.
Sein Kinodebüt mit einer Hauptrolle gab er 2016 in dem Jugend-Action-Abenteuerfilm Allein gegen die Zeit – Der Film unter der Regie von Christian Theede. Im gleichen Jahr stand er des Weiteren in einer Episodenhauptrolle bei der ZDF-Serie Heldt, einer Episodenrolle bei Die Bergretter und einer weiteren Episodenhauptrolle bei SOKO München vor der Kamera.
Von 2015 bis Frühling 2016 lebte und arbeitete Trinks in der dänischen Hauptstadt Kopenhagen.
2019 war Timmi Trinks in der ZDF-Dokumentation Terra X in der Folge „Humboldt und die Neuentdeckung der Natur“ zu sehen.

## Filmografie

### Kino
- 2004: Æon Flux
- 2011: Fenster zum Sommer
- 2011: I phone Y(o)u
- 2013: WIR
- 2015: Meier Müller Schmidt
- 2016: Allein gegen die Zeit – Der Film
- 2018: Heilstätten

### Fernsehen
- 2002: Im Namen des Gesetzes
- 2002: Küstenwache
- 2003/2008: Unser Charly
- 2003: Das Allerbeste Stück
- 2004: Ein Hauptgewinn für Papa
- 2004: Der König von Kreuzberg
- 2005: Blackout
- 2005–2006: Sophie – Braut wider Willen
- 2006: Die Kinder der Flucht
- 2006: Beutolomäus kommt zum Weihnachtsmann
- 2006: Schmetterlinge im Bauch
- 2006: Robin Pilcher – Jenseits des Ozeans
- 2007: Das Traumhotel – Dubai – Abu Dhabi
- 2007: Beutolomäus und der doppelte Weihnachtsmann
- 2007: Volles Haus
- 2007: Menekse
- 2007: Beutolomäus und die Prinzessin
- 2008: Familie Sonnenfeld
- 2008: Tierärztin Dr. Mertens
- 2009: Ein Hausboot zum Verlieben
- 2010–2012: Allein gegen die Zeit (Fernsehserie, 26 Folgen)
- 2010: Gute Zeiten, schlechte Zeiten
- 2010: Inga Lindström – Millionäre küsst man nicht
- 2011: Allein unter Schülern
- 2011: Inga Lindström – Der Tag am See
- 2012: Schloss Einstein (Folge 716)
- 2012: Der Landarzt
- 2012: Heiter bis tödlich: Akte Ex
- 2012: Heiter bis tödlich: Hauptstadtrevier
- 2012: Das Internat
- 2013–2015: Der Bergdoktor
- 2014: Zu mir oder zu dir?
- 2014: Morden im Norden – Zivilcourage
- 2015: Leberkäseland
- 2015: Platonow
- 2015: Beste Schwestern
- 2016: In aller Freundschaft – Die jungen Ärzte (Fernsehserie, Folge Kreuzwege)
- 2016: Der Lehrer (Fernsehserie, Folge Like in a fucking French Movie … so unverkrampft)
- 2016: SOKO München (Fernsehserie, Folge Wutbürge)
- 2016: Die Bergretter (Fernsehserie, Folge Schneeblind)
- 2017: Heldt (Fernsehserie, Folge Cybermobbing)
- 2017: Kreuzfahrt ins Glück – Hochzeitsreise nach Sardinien
- 2017: Der Schweinehirt
- 2018: SOKO Potsdam (Fernsehserie, Folge Falsches Spiel)
- 2019: Terra X (ZDF-Dokumentation, Humboldt und die Neuentdeckung der Natur)
- 2020–2022, 2024: Blutige Anfänger (Fernsehserie)
- 2019: Jenny – echt gerecht (Fernsehserie, Folge Ein Lehrer unter Verdacht)
- 2020: Der Staatsanwalt (Fernsehserie, Folge Auf gute Nachbarschaft)
- 2020: Bettys Diagnose (Fernsehserie, Folge Song für Nellie)
- 2022: Hubert ohne Staller (Fernsehserie, Folge Ein todsicherer Plan)
- 2023: Notruf Hafenkante (Fernsehserie, Folge Geliefert)
- seit 2025: WaPo Duisburg (Fernsehserie)
- 2025: Lena Lorenz – Überväter

### Sonstige Projekte
- 2002: Alles Bolino „Grüner Punkt“ (Musikvideo)
- 2002: Stromfresser „Grüner Punkt“ (Musikvideo)
- 2004: Lucky Punch
- 2004: It’s not my Type (Musikvideo)
- 2004: My Butterfly
- 2006: BiFi „Huckepack“–Werbung
- 2006: BiFi „Capstacker“–Werbung
- 2007: Deutschlandlied – Tag der deutschen Einheit
- 2008: BiFi „Haufen“–Werbung
- 2008: Der Kuss (Kurzspielfilm)
- 2008: Mrs.Jones (Musikvideo)
- 2011: KIKA LIVE – „Zwei gegen alle“
- 2011: ARD-Mittagsmagazin New York
- 2011: KIKA LIVE Megaspezial New York
- 2012: KIKA LIVE
- 2012: Kilian. (Kurzspielfilm)
- 2013: McDonald’s Mein Burger (Werbung)
- 2013: Nutella „Freund“ (Werbung)
- 2014: Die Schwefelhölzchen (Kurzspielfilm)
- 2014: Oblivio (Kurzspielfilm)
- 2015: CLAY (Kurzspielfilm)

### Synchronisation
- 2004/2005: Hitler in Colour
- 2007: Der kleine König Macius
- 2007: Stella
- 2008: Stella
- 2008: Familie Sonnenfeld – Abschied von Oma

## Theater
- 2001: Friedrichstadt-Palast – Jingle Bells
- 2002: Friedrichstadt-Palast – Kinder der Bounty
- 2003: Friedrichstadt-Palast – Lieblingsfarbe Bunt
- 2004: Friedrichstadt-Palast – Münchhausen Junior

## Auszeichnungen
- 2004: RTL2 Jugend-Drehbuchpreis (4. Platz), Co-Autor: Benjamin Trinks
- 2010: Goldener Spatz Sonderpreis für Innovation